# Медлин Макан
Медлин Макан (енгл. Madeleine McCann; Лестер, 12. мај 2003 — нестала у Праја да Лузу, 3. маја 2007) је девојчица која је нестала у вече 3. маја 2007. године из кревета у стану у одмаралишту Праја де Луш, у португалском региону Алгарве. Њен нестанак је постао, по многима медијски најпропраћенији случај нестале особе у модерној историји. Још увек се не зна шта јој се десило: да ли је жива, или ако је убијена, где се налази тело.
Медлин је дошла на одмор из Уједињеног Краљевства са родитељима, Кејт и Гери Макан, млађим братом и сестром и са групом породичних пријатеља. 3. маја 2007. године Медлин и њени сестра и брат су отишли на спавање у 20:34 сата у приземном стану. Њени родитељи су тада вечерали у ресторану удаљеном 50 метара од собе где су спавали. Око 22 часа, приликом обиласка деце, установљено је да је Медлин нестала.
После више неуспешних истрага које су организовале и португалска и британска полиција, током више година, родитељи су наставили истрагу како би пронашли кћер користећи приватне детективе. Скотланд Јард покреће нову истрагу у мају 2011. године. Португалска полиција је такође покренула нову истрагу у мају 2013. године. У тој истрази откривен је сведок који је у ноћи нестанка видео човека како носи дете ка плажи.

## Открића 2014.
У мају 2014. године пронађена је одећа у забетонираној рупи недалеко од одмаралишта. Многи верују како је то одећа нестале Медлин. Британски форензичари извршиће ДНК тестирање одеће која је пронађено само неколико стотина метара од места на коме је нестала мала Медлин.